# Thakurtola
Thakurtola fou un estat tributari protegit del tipus zamindari a la part nord-oest del districte de Raipur a les Províncies Centrals avui a Chhattisgarh (Índia); inicialment estava format per 24 pobles però va aconseguir nous territoris i el 1881 ja eren 58 pobles, procedint els adquirits del zamindari de Saletekri, arribant fins al riu Banjar. La superfície era de 973,83 km² i la població el 1881 era de 6.569 habitants. El zamindar era d'ètnia gond. La capital era Thakurtola situada a 21° 39′ N, 81° 00′ E / 21.650°N,81.000°E.